# 大勢至菩薩念佛圓通章
大勢至菩薩念佛圓通章出自《楞嚴經》第五卷，它為淨土宗的主要經典五經一論之一，在民國初年由印光大師推廣列入。
此文章內容為釋迦牟尼佛在楞嚴會中,詢問諸大菩薩圓成佛道的法門。其中大勢至菩薩提出以念佛直登西方極樂淨土的修學方法；關鍵在於「都攝六根，淨念相繼」，集中心神，專一繫念，憶佛唸佛，淨念相續不斷，“現前當來，必定見佛”，“不假方便，自得心開”。

## 原譯文
《楞嚴經》原譯文由唐朝天竺般剌密諦法師所譯。此章共244字（不含標點）。
「大勢至法王子。與其同倫。五十二菩薩。即從座起。頂禮佛足。而白佛言：
『我憶往昔。恆河沙劫。有佛出世。名無量光。十二如來。相繼一劫。其最後佛。名超日月光。彼佛教我。念佛三昧。譬如有人。一專為憶。一人專忘。如是二人。若逢不逢。或見非見。二人相憶。二憶念深。如是乃至。從生至生。同於形影。不相乖異。十方如來。憐念眾生。如母憶子。若子逃逝。雖憶何為？子若憶母。如母憶時。母子歷生。不相違遠。若眾生心。憶佛念佛。現前當來。必定見佛。去佛不遠。不假方便。自得心開。如染香人。身有香氣。此則名曰。香光莊嚴。我本因地。以念佛心。入無生忍。今於此界。攝念佛人。歸於淨土。佛問圓通。我無選擇。都攝六根。淨念相繼。得三摩地。斯為第一。』」

## 註解
| 註解                     | 卷數 | 朝代 | 作者             |
| ------------------------ | ---- | ---- | ---------------- |
| 《楞嚴經勢至圓通章科解》 | 1    | 明朝 | 正相             |
| 《楞嚴經勢至圓通章疏鈔》 | 2    | 清朝 | （慈雲灌頂）續法 |
| 《楞嚴經勢至圓通章解》   | 1    | 清朝 | 行策             |

## 外部連結
- 宣化上人講述大佛頂首楞嚴經淺釋(卷五) （页面存档备份，存于）（繁體中文）
- 淨空法師講述佛說大乘無量壽莊嚴清淨平等覺經講記（大士神光第二十八） （页面存档备份，存于）（繁體中文）
- YouTube上的大勢至菩薩念佛圓通章 HD（繁體中文）